# 총채벌레목
총채벌레목 또는 총채벌레(Thysanoptera, Thrips)는 작고 홀쭉한 먼지털이(총채) 모양을 한 날개를 가진 곤충의 목이다. 처음 기술된 총채벌레목의 최초 기재속은 1744년 드 기어(Charles De Geer)가 기술한 피사푸스속(Physapus)이며, 1758년 린네가 총채벌레속(Thrips)으로 이름을 바꾸었다. 1836년 할리데이(Alexander Henry Haliday)가 목 단위로 생물 분류를 승격하면서 총채벌레목(Thysanoptera)라는 이름을 붙였다. 멸종된 총채벌레 중에서 가장 빠른 것은 페름기 시대의 종(Permothrips longipennis Martynov, 1935)까지 거슬러 올라간다. 백악기 전기가 되면서 총채벌레목의 다양성은 더 풍부해졌다. 이들 총채벌레의 선조는 현존하는 민총채벌레과를 가장 많이 닮았으며, 총채벌레목의 기저 분류군으로 추정하고 있다.

## 하위 분류
2006년부터 인정되고 있는 총채벌레목의 하위 과는 다음과 같다.
- 총채벌레아목 (Terebrantia)
  - Adiheterothripidae Shumsher, 1946 - 11속
  - 줄총채벌레과 (Aeolothripidae) Uzel, 1895 - 29속
  - Fauriellidae Priesner, 1949 - 4속
  - † Hemithripidae Bagnall, 1923 - 멸종한 1속(Hemithrips) 15종
  - Heterothripidae Bagnall, 1912 - 7속
  - † Jezzinothripidae zur Strassen, 1973 (일부 저자는 민총채벌레과로 분류)
  - † Karataothripidae Sharov, 1972 - 멸종한 1종(Karataothrips jurassicus)
  - Melanthripidae Bagnall, 1913 - 6속
  - 민총채벌레과[3] (Merothripidae) Hood, 1914 - 5속
  - † cudderothripidae zur Strassen, 1973 (일부 저자는 스테누로트립스과(Stenurothripidae)로 분류)
  - 총채벌레과 (Thripidae) Stevens, 1829 - 4아목 292속
  - † Triassothripidae Grimaldi & Shmakov, 2004 - 멸종한 2속
  - Uzelothripidae Hood, 1952 - 1종(Uzelothrips scabrosus)
- 관총채벌레아목 (Tubulifera)
  - 관총채벌레과 (Phlaeothripidae) - 2 아목, 447속

### 한국에 서식하는 총채벌레
- 줄총채벌레과
  - Aeolothrips - 알팔파줄총채벌레(A. fasciatus), 티모시줄총채벌레(A. kurosawai), 대관령줄총채벌레(A. melaleucus)
- 총채벌레과
  - Helionothrips - 더듬이총채벌레(H. aino), 갈색더듬이총채벌레(H. errans), 귤총채벌레(H. haemorrhoidalis), 고사리그물총채벌레(H. femoralis)
  - Anaphothrips - 대관령총채벌레(A. obscurus)
  - Chirothrips - 뿔총채벌레(C. manicatus)
  - Dendrothripoides - 호밀총채벌레(D. innoxius)
  - Dendrothrips - 왕대총채벌레(D. minowai)
  - Dorcadothrips - 도꼬마리어리총채벌레(D. xanthius)
  - Frankliniella - 대만총채벌레(F. intonsa), 백합총채벌레(F. lilivora), 담배총채벌레(F. tenuicornis), 꽃노랑총채벌레(F. occidentalis)
  - Hydatothrips - 고추나무총채벌레(H. abdominalis)
  - Megalurothrips - 싸리총채벌레(M. distalis)
  - Microcephalothrips - 좀머리총채벌레(M. abdominalis)
  - Mycterothrips - 콩어리총채벌레(M. glycines)
  - Odontothrips - 벌노랑이총채벌레(O. loti)
  - Pseudodendrothrips - 뽕나무총채벌레(P. mori)
  - Scirtothrips - 볼록총채벌레(S. dorsalis)
  - Scolothrips - 응애총채벌레(S. takahashii)
  - Stenchaetothrips - 벼총채벌레(S. biformis)
  - Taeniothrips - 무궁화어리총채벌레(T. eucharii), 더덕어리총채벌레(T. inconsequens), 장미어리총채벌레(T. oreophilus)
  - Thrips - 파어리총채벌레(T. alliorum), 일본총채벌레(T. coloratus), 아까시총채벌레(T. flavus), 천남성총채벌레(T. floreus), 하와이총채벌레(T. hawaiiensis), 미나리총채벌레(T. nigropilosus), 엉겅퀴총채벌레(T. setosus), 글라디오러스총채벌레(T. simplex), 파총채벌레(T. tobaci)
- 관총채벌레과
  - Bactrothrips - 밤나무관총채벌레(B. brevitubus)
  - Ophthalmothrips - 억새관총채벌레(O. miscanthicola)
  - Bagnalliella - 유카관총채벌레(B. yuccae)
  - Haplothrips - 벼관총채벌레(H. aculeatus), 중국관총채벌레(H. chinensis), 무궁화관총채벌레(H. kurdjumovi), 토끼풀관총채벌레(H. niger)
  - Liothrips - 콩관총채벌레(L. glycinicola), 돌나물관총채벌레(L. piperinus), 백합관총채벌레(L. vaneeckei)
  - Pentagonothrips - 바둑총채벌레(P. antennalis)
  - Podothrips - 대총채벌레(P. sasacola)
  - Stephanothrips - 꼬리맵시총채벌레(S. japonicus)
  - Xylaplothrips - 애백합총채벌레(X. subterraneu)

## 계통 분류
다음은 2002년 "생명의 나무 프로젝트"(The Tree of Life Web Project)에 제안된 계통 분류이다.

|  | 사마귀목           |
|  |                    |
|  | 바퀴목 및 흰개미목 |
|  |                    |

|  | 대벌레붙이목   |
|  |                |
|  | 귀뚜라미붙이목 |
|  |                |

|  | 흰개미붙이목 |
|  |              |
|  | 대벌레목     |
|  |              |

|  | 여치아목   |
|  |            |
|  | 메뚜기아목 |
|  |            |

|  | 사마귀목           |
|  |                    |
|  | 바퀴목 및 흰개미목 |
|  |                    |

|  | 대벌레붙이목   |
|  |                |
|  | 귀뚜라미붙이목 |
|  |                |

|  | 흰개미붙이목 |
|  |              |
|  | 대벌레목     |
|  |              |

|  | 여치아목   |
|  |            |
|  | 메뚜기아목 |
|  |            |

|  | \| \| 다듬이벌레목 및 이목 \| \| \| \| \| \| 총채벌레목 \| \| \| \| \| \| 노린재목 \| \| \| \| |
|  |                                                                                                |
|  | 내시상목                                                                                       |
|  |                                                                                                |
|  | 다듬이벌레목 및 이목                                                                           |
|  |                                                                                                |
|  | 총채벌레목                                                                                     |
|  |                                                                                                |
|  | 노린재목                                                                                       |
|  |                                                                                                |

|  | 다듬이벌레목 및 이목 |
|  |                      |
|  | 총채벌레목           |
|  |                      |
|  | 노린재목             |
|  |                      |

|  | 사마귀목           |
|  |                    |
|  | 바퀴목 및 흰개미목 |
|  |                    |

|  | 대벌레붙이목   |
|  |                |
|  | 귀뚜라미붙이목 |
|  |                |

|  | 흰개미붙이목 |
|  |              |
|  | 대벌레목     |
|  |              |

|  | 여치아목   |
|  |            |
|  | 메뚜기아목 |
|  |            |

|  | 사마귀목           |
|  |                    |
|  | 바퀴목 및 흰개미목 |
|  |                    |

|  | 대벌레붙이목   |
|  |                |
|  | 귀뚜라미붙이목 |
|  |                |

|  | 흰개미붙이목 |
|  |              |
|  | 대벌레목     |
|  |              |

|  | 여치아목   |
|  |            |
|  | 메뚜기아목 |
|  |            |

|  | \| \| 다듬이벌레목 및 이목 \| \| \| \| \| \| 총채벌레목 \| \| \| \| \| \| 노린재목 \| \| \| \| |
|  |                                                                                                |
|  | 내시상목                                                                                       |
|  |                                                                                                |
|  | 다듬이벌레목 및 이목                                                                           |
|  |                                                                                                |
|  | 총채벌레목                                                                                     |
|  |                                                                                                |
|  | 노린재목                                                                                       |
|  |                                                                                                |

|  | 다듬이벌레목 및 이목 |
|  |                      |
|  | 총채벌레목           |
|  |                      |
|  | 노린재목             |
|  |                      |